# 関東私鉄
関東私鉄（かんとうしてつ）は、日本の関東地方に路線を持つ私鉄である。本稿では首都圏の一角である山梨県を含む。大手私鉄9社と、地方中小私鉄がある。
近畿地方（関西）に路線を持つ関西私鉄とは路線網・運行形態など様々な面で異なった特徴があり、しばしば比較される。

## 鉄道会社

### 大手私鉄
| 事業者名     | 通称       | 路線の通る都道府県                     | 備考                                                      |
| ------------ | ---------- | -------------------------------------- | --------------------------------------------------------- |
| 東武鉄道     | 東武       | 栃木県・群馬県・埼玉県・千葉県・東京都 | 東武グループ                                              |
| 西武鉄道     | 西武       | 埼玉県・東京都                         | 西武グループ                                              |
| 京成電鉄     | 京成       | 千葉県・東京都                         | 京成グループ                                              |
| 京浜急行電鉄 | 京急       | 神奈川県・東京都                       | 京急グループ                                              |
| 東急電鉄     | 東急       | 東京都・神奈川県                       | 東急グループ                                              |
| 京王電鉄     | 京王       | 東京都・神奈川県                       | 京王グループ                                              |
| 小田急電鉄   | 小田急     | 東京都・神奈川県                       | 小田急グループ                                            |
| 東京地下鉄   | 東京メトロ | 東京都・千葉県・埼玉県                 | 東京メトログループ （東京地下鉄株式会社法による特殊会社） |
| 相模鉄道     | 相鉄       | 神奈川県                               | 相鉄グループ                                              |

神奈川県を地盤とする相模鉄道（相鉄）は、1990年に準大手私鉄から大手私鉄に格上げされた。また、2004年に帝都高速度交通営団（営団地下鉄）から民営化して誕生した東京地下鉄（東京メトロ）は、誕生と同時に大手私鉄となった。

### 準大手私鉄
準大手私鉄であった京成グループの新京成電鉄は、2025年4月に親会社である京成電鉄に吸収合併され、関東地方から準大手私鉄が消滅することとなった。

### 中小私鉄
公営・第3セクター形態の事業者、（モノレール・ケーブルカー・ロープウェイ・新交通システムは除く）。
| 事業者名         | 路線の通る都道府県 | 備考                   |
| ---------------- | ------------------ | ---------------------- |
| 関東鉄道         | 茨城県             | 京成グループ           |
| 野岩鉄道         | 栃木県・福島県     | 東武グループ           |
| 上信電鉄         | 群馬県             |                        |
| 上毛電気鉄道     | 群馬県             | 東武グループ           |
| 秩父鉄道         | 埼玉県             | 太平洋セメントグループ |
| 小湊鉄道         | 千葉県             | 京成グループ           |
| 流鉄             | 千葉県             |                        |
| 銚子電気鉄道     | 千葉県             |                        |
| 江ノ島電鉄       | 神奈川県           | 小田急グループ         |
| 小田急箱根       | 神奈川県           | 小田急グループ         |
| 伊豆箱根鉄道     | 神奈川県・静岡県   | 西武グループ           |
| 富士山麓電気鉄道 | 山梨県             | 富士急グループ         |

## 特徴

### ターミナル駅
東京を起点とする関東大手私鉄の幹線は、東武鉄道の伊勢崎線（東武スカイツリーライン）を除いて、東日本旅客鉄道（JR東日本）の山手線に接続しており、山手線の駅をターミナルとして郊外に放射線状に路線が広がっている。一方で、地下鉄事業者である東京メトロ以外で山手線の内側まで乗り入れる私鉄路線は京急本線（泉岳寺駅 - 品川駅間）や京成本線（京成上野駅 - 日暮里駅間）、西武新宿線（西武新宿駅 - 高田馬場駅間）などの短距離区間を除いてほとんど存在しない。そのため、東京メトロを除く大手私鉄は都心3区と呼ばれる千代田区や中央区、港区の大部分に路線を持たない。これは、関西大手私鉄が大阪環状線の内側まで路線を持ち、大阪の中心部を縦断するOsaka Metro御堂筋線と接続していることと対照的である。東京メトロや都営地下鉄といった2つの地下鉄事業者やJR中央本線が山手線の内側の鉄道移動を担っている。
大手私鉄各社は、地価の高い都心部へ路線を伸ばすことよりも、国鉄のターミナル駅と接続することを重視した。戦後に東京メトロの前身である営団地下鉄や都営地下鉄が開業すると、地下鉄路線に直通運転を行うことで都心方面への利便性を確保するとともに、広い駅構内や折り返し設備がなくとも大量の乗客を乗換不要で都心方面へと輸送することが可能となった。また、大手私鉄各社は、もともとは東京市の郊外であった新宿駅・渋谷駅・池袋駅といったそれぞれのターミナル駅に百貨店や商業施設を開業させるなど投資を積極的に行うことで、グループの収益拡大と乗客の利便性向上を図った。これらのターミナル駅は主に関東大震災以降急速にに発展し、駅周辺は東京の旧市街を凌駕する巨大繁華街へと成長した。新宿・渋谷・池袋は三大副都心とも呼ばれ、2008年にはこれらの街を結ぶ東京メトロ副都心線が開業した。JR・私鉄・地下鉄が複数路線集結するこれら3駅の利用者数の合計は、直通運転の人員を含めるとそれぞれ世界1位から3位を独占している。一方で、都心方面への地下鉄との直通運転の利便性やメリットが大きい一方で、阪急大阪梅田駅を筆頭に関西大手私鉄のターミナル駅と比較すると、関東大手私鉄各社のターミナル駅の規模は利用者数の割には小さいという特徴がある（規模の大きい頭端式ホームは関西私鉄が独占している）。

### 山手線のターミナル駅
- 新宿駅 - 山手線、中央線快速、中央・総武緩行線、湘南新宿ライン、埼京線、相鉄・JR直通線、京王線、京王新線、小田急小田原線、東京メトロ丸ノ内線 、都営地下鉄新宿線、都営地下鉄大江戸線
  - 西武新宿駅 -西武新宿線
  - 新宿三丁目駅 - 東京メトロ丸ノ内線、東京メトロ副都心線、都営地下鉄新宿線
- 渋谷駅 - 山手線、湘南新宿ライン、埼京線、東急東横線、東急田園都市線、京王井の頭線、東京メトロ銀座線、東京メトロ半蔵門線、東京メトロ副都心線
- 池袋駅 - 山手線、湘南新宿ライン、埼京線、東武東上線、西武池袋線、東京メトロ丸ノ内線、東京メトロ有楽町線、東京メトロ副都心線
- 品川駅 - 山手線、京浜東北線、上野東京ライン（東海道線）、横須賀・総武快速線、東海道新幹線、京急本線
- 上野駅 - 山手線、京浜東北線、上野東京ライン（宇都宮線・高崎線・常磐線）、東北新幹線、上越新幹線、北陸新幹線、秋田新幹線、山形新幹線、東京メトロ銀座線、東京メトロ日比谷線
  - 京成上野駅 - 京成本線
- 日暮里駅 - 山手線、京浜東北線、常磐線、京成本線、日暮里舎人ライナー
- 高田馬場駅 - 山手線、西武新宿線、東京メトロ東西線
- 目黒駅 - 山手線、東急目黒線、東京メトロ南北線、都営地下鉄三田線

### 乗り入れ（直通運転）
上述の通り、都心部への利便性向上のために、大手私鉄の主要路線のほとんどが地下鉄路線と直通運転を行なっている。東京都特別区には東京メトロと都営地下鉄（東京都交通局）を合わせて13路線があるが、独自規格の東京メトロ銀座線、東京メトロ丸ノ内線、都営地下鉄大江戸線以外の10路線は他者と直通運転を行なっている。地下鉄の両端を介した3者以上の乗り入れも珍しくない。

### 地下鉄直通運転
- 都営地下鉄浅草線（1号線）
  - 押上駅 - 京成押上線、京成本線、北総線、京成成田空港線、芝山鉄道線
  - 泉岳寺駅 - 京急本線、京急空港線、京急逗子線、京急久里浜線
- 東京メトロ日比谷線（2号線）
  - 北千住駅 - 東武伊勢崎線（東武スカイツリーライン）、東武日光線
- 東京メトロ銀座線（3号線）
- 東京メトロ丸ノ内線（4号線）
- 東京メトロ東西線（5号線）
  - 中野駅 - 中央緩行線
  - 西船橋駅 - 総武緩行線、東葉高速線
- 都営地下鉄三田線（6号線）
  - 目黒駅 - 東急目黒線、東急新横浜線、相鉄新横浜線、相鉄本線、相鉄いずみ野線
- 東京メトロ南北線（7号線）
  - 目黒駅 - 東急目黒線、東急新横浜線、相鉄新横浜線、相鉄本線、相鉄いずみ野線
  - 赤羽岩淵駅 - 埼玉高速鉄道線
- 東京メトロ有楽町線（8号線）
  - 和光市駅 - 東武東上線
  - 小竹向原駅 - 西武有楽町線、西武池袋線
- 東京メトロ千代田線（9号線）
  - 代々木上原駅 - 小田急小田原線
  - 綾瀬駅 - 常磐緩行線
- 都営地下鉄新宿線（10号線）
  - 新宿駅 - 京王新線、京王線、京王相模原線、京王高尾線
- 東京メトロ半蔵門線（11号線）
  - 渋谷駅 - 東急田園都市線
  - 押上駅 - 東武伊勢崎線（東武スカイツリーライン）、東武日光線
- 都営地下鉄大江戸線（12号線）
- 東京メトロ副都心線（13号線）
  - 渋谷駅 - 東急東横線、みなとみらい線、東急新横浜線、相鉄新横浜線、相鉄本線、相鉄いずみ野線
  - 和光市駅 - 東武東上線
  - 小竹向原駅 - 西武有楽町線、西武池袋線